# 平成建設 (静岡県沼津市)
株式会社平成建設（へいせいけんせつ）とは、静岡県沼津市に本社を置く日本の建設会社である。「土地活用事業」「注文住宅事業」「リフォーム・リノベーション事業」「不動産事業」を事業の柱としている。

## 概要
ゼネコンの営業マンであった秋元久雄が1989年（平成元年）に創立。事業内容は建築工事が中心である。
人件費のかさむ現場作業などは外注するのが建築界の「常識」である が、祖父、父とも大工の棟梁であった秋元は、工事責任を明確にし、施工品質を保つためにはリーダー格の大工を育てる必要があるとして、1990年から大学卒業の社員を大工として地元で募集した。以後、設計から施工管理、型枠、大工、メンテナンスまで外注に頼らず、自社の職員で賄っている。
2000年より全国から求人し、大学卒や大学院卒の学生を大工として採用することが評判となった。2008年9月15日には『日経スペシャル カンブリア宮殿』（TXN系列局）にも取り上げられ、秋元は2009年8月に『高学歴大工集団』（PHP研究所）を出版した。

## 事業所
- 本社：静岡県沼津市大岡1540-1
- デザインアトリエ：静岡県駿東郡清水町玉川16
- 静岡支店：静岡県静岡市駿河区馬淵4-12-28
- 世田谷支店：東京都世田谷区桜3-25-4
- 日野支店：東京都日野市日野913
- 横浜支店：神奈川県横浜市都筑区富士見が丘1-40
- 厚木支店：神奈川県厚木市恩名1-9-30
- 藤沢支店：神奈川県藤沢市城南4-4-26
- EBINA BASE：神奈川県海老名市今里3-28-11
- 【不動産】不動産プラザ：静岡県駿東郡清水町伏見563-1
- 【ショールーム】沼津ショールーム：静岡県沼津市大岡1530-1
- 【ショールーム】静岡ショールーム：静岡県静岡市駿河区馬淵4-12-28
- 【ショールーム】世田谷ショールーム：東京都世田谷区桜3-25-4
- 【ショールーム】藤沢ショールーム：神奈川県藤沢市城南4-4-26
- 【美術館】平成記念美術館ギャラリー：東京都世田谷区桜3-25-4
- 【美術館】平成建設アートサロン：静岡県沼津市大岡1540-1
- 【他】杢巧舘：静岡県沼津市大岡1540-1
- 【他】Via701：静岡県三島市本町7-30

## 関連会社
- 株式会社平成総研
- 株式会社工栄建設

## テレビ番組
- 日経スペシャル カンブリア宮殿 「建築業界にメスを入れる風雲児登場！ ～これからは"高学歴大工"を育てろ～」（2008年9月15日、テレビ東京）- 出演：代表取締役社長 秋元久雄[5]。

## 書籍

### 関連書籍
- 『高学歴大工集団』（著者:秋元久雄）（2009年8月22日、PHP研究所）ISBN 9784569771168
- 『「匠・千人」への挑戦 大きい船には乗るな！』（著者:秋元久雄）（2012年7月10日、ザブック/河出書房新社）ISBN 9784309909530
- 『異端児 稀代のリーダー平成建設・秋元久雄の生き方』（著者:松下隆一）（2017年10月21日、PHP研究所）ISBN 9784569838649
- 『大工のすすめ 楽しく働き続ける、それが人生の成功者』（著者:秋元久雄）（2021年11月22日、PHP研究所）ISBN 9784569850566